# The Searchers
The Searchers – brytyjski zespół rockowy, który największą popularność zdobył w latach 60.
Hitami grupy była między innymi piosenka Sweets for My Sweet, wydana po raz pierwszy w 1961 roku przez grupę Drifters; utwór Jackie DeShannon Needles and Pins, po raz pierwszy wydany w 1963 roku, a także piosenki takie jak: When You Walk In The Room, Sugar and Spice, Don't Throw Your Love Away, cover zespołu The Clovers – Love Potion No. 9. Była to druga grupa z Liverpoolu (po Beatlesach), której hit zaistniał w USA – dzięki piosence Needles and Pins w marcu 1964.

## Singlowe hity
- 1963 "Sweets for My Sweet"
- 1963 "Sweet Nothins"
- 1963 "Sugar and Spice"
- 1964 "Needles and Pins"
- 1964 "Ain't That Just Like Me"
- 1964 "Don't Throw Your Love Away"
- 1964 "Some Day We're Gonna Love Again"
- 1964 "When You Walk in the Room"
- 1964 "Love Potion No. 9"
- 1964 "What Have They Done to the Rain"
- 1965 "Bumble Bee"
- 1965 "Goodbye My Love"
- 1965 "He's Got No Love"
- 1965 "When I Get Home"
- 1965 "Take Me For What I'm Worth"
- 1966 "Take It Or Leave It"
- 1966 "Have You Ever Loved Somebody?"
- 1967 "Popcorn Double Feature"
- 1967 "Western Union"
- 1967 "Second Hand Dealer"
- 1968 "Umbrella Man"
- 1971 "Desdemona"

## Członkowie grupy
1957-1959
- John McNally: Gitara, śpiew
- Ron Woodbridge: śpiew
- Brian Dolan: Gitara
- Joe West: Gitara basowa
- Joe Kennedy: Perkusja

1960 – luty 1962
- John McNally: Gitara, śpiew
- Mike Pender: Gitara prowadząca, śpiew
- Chris Curtis: Perkusja, śpiew
- Tony Jackson: Gitara Basowa, śpiew
- Johnny Sandon: śpiew prowadzący

luty 1962 – lipiec 1964
- John McNally: Gitara, śpiew
- Mike Pender: Gitara prowadząca, śpiew
- Chris Curtis: Perkusja, śpiew prowadzący
- Tony Jackson: Gitara Basowa, śpiew prowadzący

sierpień 1964 – kwiecień 1966
- John McNally: Gitara, śpiew
- Mike Pender: Gitara prowadząca, śpiew
- Chris Curtis: Perkusja, śpiew prowadzący
- Frank Allen: Gitara Basowa, śpiew prowadzący

maj 1966 – grudzień 1969
- John McNally: Gitara, śpiew
- Mike Pender: Gitara prowadząca, śpiew
- Frank Allen: Gitara Basowa, śpiew przewodzący
- John Blunt: Perkusja

styczeń 1970 – grudzień 1985
- John McNally: Gitara, śpiew
- Mike Pender: Gitara prowadząca, śpiew
- Bob Jackson: Keyboard (1979-1980)
- Frank Allen: Gitara Basowa, śpiew prowadzący
- Billy Adamson: Perkusja

styczeń 1986 – listopad 1998
- John McNally: Gitara, śpiew
- Frank Allen: Perkusja, śpiew prowadzący
- Billy Adamson: Perkusja
- Spencer James: Gitara przewodząca, śpiew przewodzący

listopad 1998 – luty 2010
- John McNally: Gitara, śpiew
- Frank Allen: Perkusja, śpiew przewodzący
- Spencer James: Gitara przewodząca, śpiew przewodzący
- Eddie Roth: Perkusja

luty 2010 – obecnie
- Spencer James: gitara, śpiew
- John McNally: gitara prowadząca, śpiew
- Frank Allen: gitara basowa, śpiew
- Scott Ottaway: perkusja, śpiew